# زنشاید
زنشاید (به آلمانی: Senscheid) یک شهر در آلمان است که در اهرویلر واقع شده‌است. زنشاید ۱۰۰ نفر جمعیت دارد.